# Jan Strzembosz (kapitan)
Jan Strzembosz (ur. 18 sierpnia 1905 w Warszawie, zm. 21 września 1986) – kapitan żeglugi wielkiej. Najmłodszy kapitan w historii Polskiej Marynarki Handlowej przed II wojną światową.

## Życiorys
W 1926 ukończył z wyróżnieniem Wydział Nawigacyjny Szkoły Morskiej w Tczewie. Pełnił służbę, między innymi, jako pierwszy oficer na transatlantyku MS Batory. 
21 marca 1935 został mianowany podporucznikiem rezerwy ze starszeństwem z dniem 1 stycznia 1933 i 1. lokatą w korpusie oficerów morskich.
W latach II wojny światowej dowodził MS Stalowa Wola i SS Kościuszko.
Po II wojnie światowej osiedlił się na stałe w Republice Południowej Afryki, gdzie zmarł.

## Odznaczenia
- Złoty Krzyż Zasługi z Mieczami (dwukrotnie)
- Medal Morski Polskiej Marynarki Handlowej (czterokrotnie)
- Oficer Orderu Imperium Brytyjskiego
- Gwiazda za wojnę 1939–1945 (Wielka Brytania)
- Gwiazda Atlantyku (Wielka Brytania)
- Gwiazda Pacyfiku (Wielka Brytania)
- Gwiazda Italii (Wielka Brytania)
- Medal Wojny 1939–1945 (Wielka Brytania)